# Adolf Billmanson

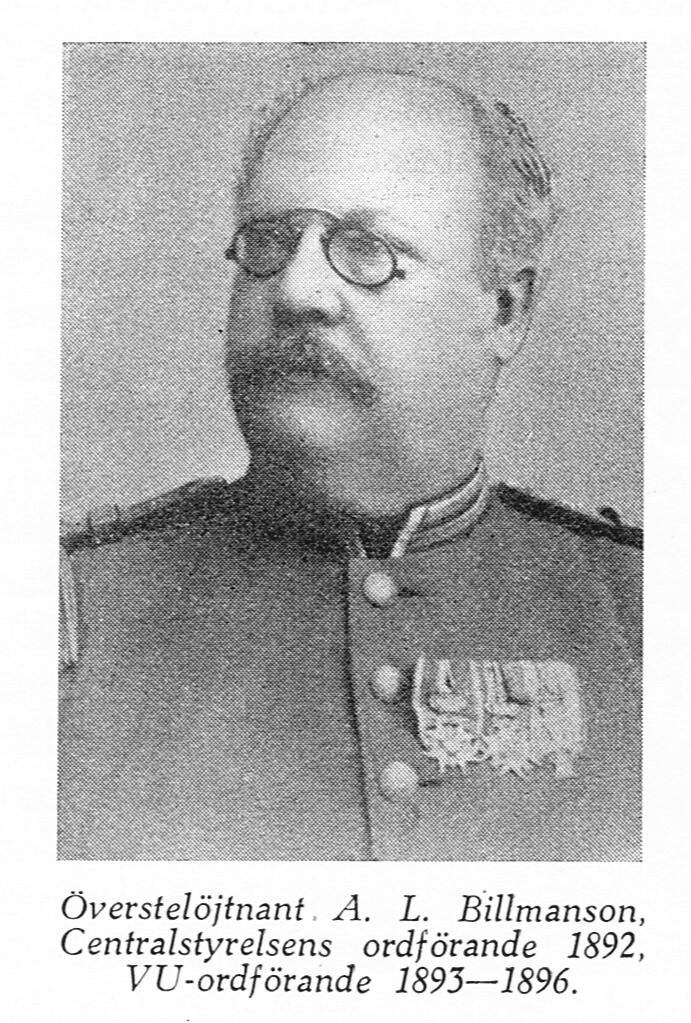
Adolf Billmanson.

Adolf Leonard Billmanson, född den 31 oktober 1839 i Kila socken, Västmanlands län, död den 26 mars 1914 i Stockholm, var en svensk militär. 
Billmanson blev underlöjtnant vid fortifikationen, som då benämndes ingenjörkåren, 1859, löjtnant där 1864 och kapten 1869. Han var lärare vid Artilleri- och ingenjörhögskolan 1880–1886 och lärare i matematik och fysik vid Farmaceutiska institutet 1875–1909. Billmanson befordrades till major i fortifikationen 1884, vid densamma 1885, till överstelöjtnant i armén 1892, i fortifikationen 1894, vid densamma 1895 och till överste i armén 1896. Han var chef för Svea ingenjörbataljon 1887–1897 och överstelöjtnant i fortifikationens reserv 1897–1904. Billmanson beviljades avsked ur armén 1909. Han invaldes som ledamot av Krigsvetenskapsakademien 1883. Billmanson blev riddare av Svärdsorden 1879.